# 막스 셸러

막스 셸러

막스 셸러(Max Scheler, 1874년 ~ 1928년)는 독일의 철학자이다.
독일 남부 뮌헨에서 태어나 뮌헨대학교와 베를린대학교, 예나대학교에서 의학, 천문학, 사회학을 공부했다. 루돌프 크리스토프 오이켄의 지도 아래 연구하다가 1902년에 예나대학교 강사 시절에 에드문트 후설을 만나 현상학적 방법론에 관해 연구했다. 후설의 영향을 받아 그의 현상학을 정신과학, 윤리학, 종교철학, 심리학, 지식사회학 등에 적용시켰다. 그 후 쾰른대학교와 프랑크푸르트대학교 등에서 교수를 지냈다. 셸러는 사회학과 철학, 종교 등 다방면에 걸쳐 학문적 관심을 보이고 있는데, 특히 현상학적 방법에 의한 ‘실질적 가치윤리학’의 정립과 ‘철학적 인간학’의 창시자로 널리 알려져 있으며, 카를 만하임과 더불어 ‘지식사회학’의 창시자로도 알려져 있다. 문화 사회학의 시조로 그는 자본주의와 민주주의에 반대했다.
저서로 《철학적 세계관》, 《윤리학에 있어서 형식주의와 실질적 가치윤리학》(1916)과 《가치들의 전도에 관해(Vom Umsturz der Werte)》(1919), 《공감의 본질과 형식》(1923), 《사회학과 세계관학에 관한 저작집》(1923), 《지식의 형태와 사회》(1926), 《우주에 있어서 인간의 위치》(1928) 등이 있고, 1980년에는 셸러 전집이 스위스 베른의 프랑케 출판사에서 15권으로 간행되었으며, 이후에도 계속 유고집이 발간되고 있다.

## 참고 자료
- 이 문서에는 다음커뮤니케이션(현 카카오)에서 GFDL 또는 CC-SA 라이선스로 배포한 글로벌 세계대백과사전의 내용을 기초로 작성된 글이 포함되어 있습니다.
- 본 문서에는 지식을만드는지식에서 CC-BY-SA 3.0으로 배포한 책 소개글 중 "공감의 본질과 형식" 의 소개글을 기초로 작성된 내용이 포함되어 있습니다.